# Rhodospatha guasareensis
Rhodospatha guasareensis — вид квіткових рослин із родини кліщинцевих (Araceae), роду Rhaphidophora. Це ліана, рідним ареалом якої є пн.-сх. Колумбія, Венесуела (Зулія).